# Lipton's té

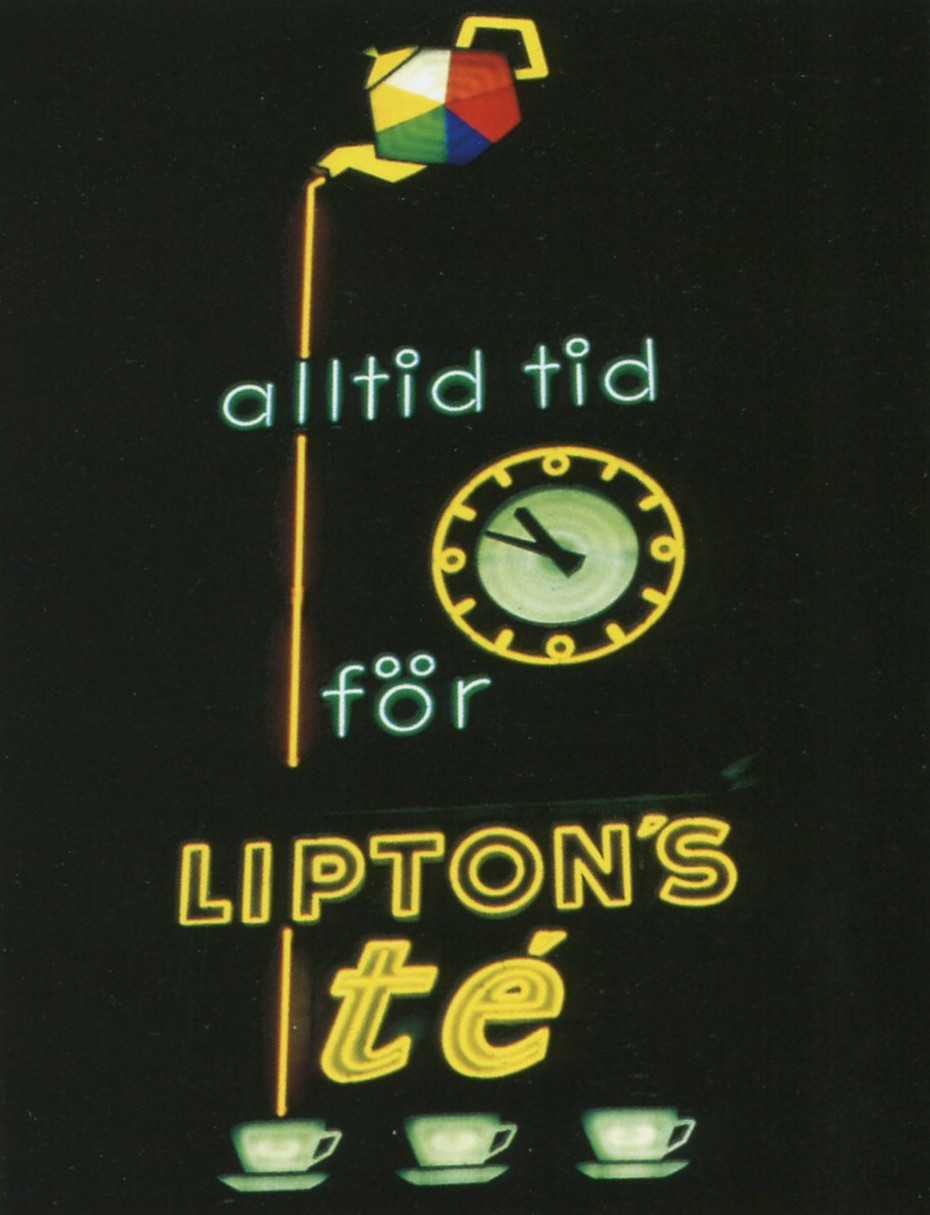
Lipton's té på 1960-talet.

Lipton’s té-skylt var en ljusreklam i neon för det brittiska företaget Lipton. Skylten satt på en hörnfastighet Kungsgatan/Norrlandsgatan i Stockholm. Den kom upp 1960 och togs ner i slutet av 1980-talet.

## Historik
Redan på tidig 1930-tal, när allt fler neonskyltar tändes och allt fler logotyper kom upp på Stockholms husfasader blev det nödvändig att sticka ut från mängden. Ett sätt var att kombinera reklamskylten med en klocka. En av de första som använde denna metod var troligen Stockholms-Tidningens neonreklam med en över två meter hög klocka på taket av Räntmästarhuset vid Slussen.
Även Lipton’s té-skylt var kombinerad med en stor klocka som passade bra ihop med firmans slogan "alltid tid för Lipton's té". Hela skylten bestod utöver klockan av en tekanna, tre tekoppar och text i olika typsnitt och färg. Skylten ritades 1960 av Rolf Meister hos Grahams Neon, ett dotterbolag till hissfirman Graham Brothers.
Ur en färgglad tekanna rann en gul neonstråle ner i den första tekoppen, strålen gick genom texten "alltid tid för" i grönlysande neon, däremellan fanns klockan. Därunder stod med gula neonrör "LIPTON'S té". Till en början fanns skylten på fastigheten Kungsgatan 2, vänd mot Kungsgatan och flyttades efter en trafikomläggning till fasaden Norrlandsgatan 28.

### Fotnoter
1. ↑  Eriksson (1997), sida 54
2. ↑  Eriksson (1997), sida 81
3. ↑  Morne (1998), sida 69